# 巴拉奧林匹克公園

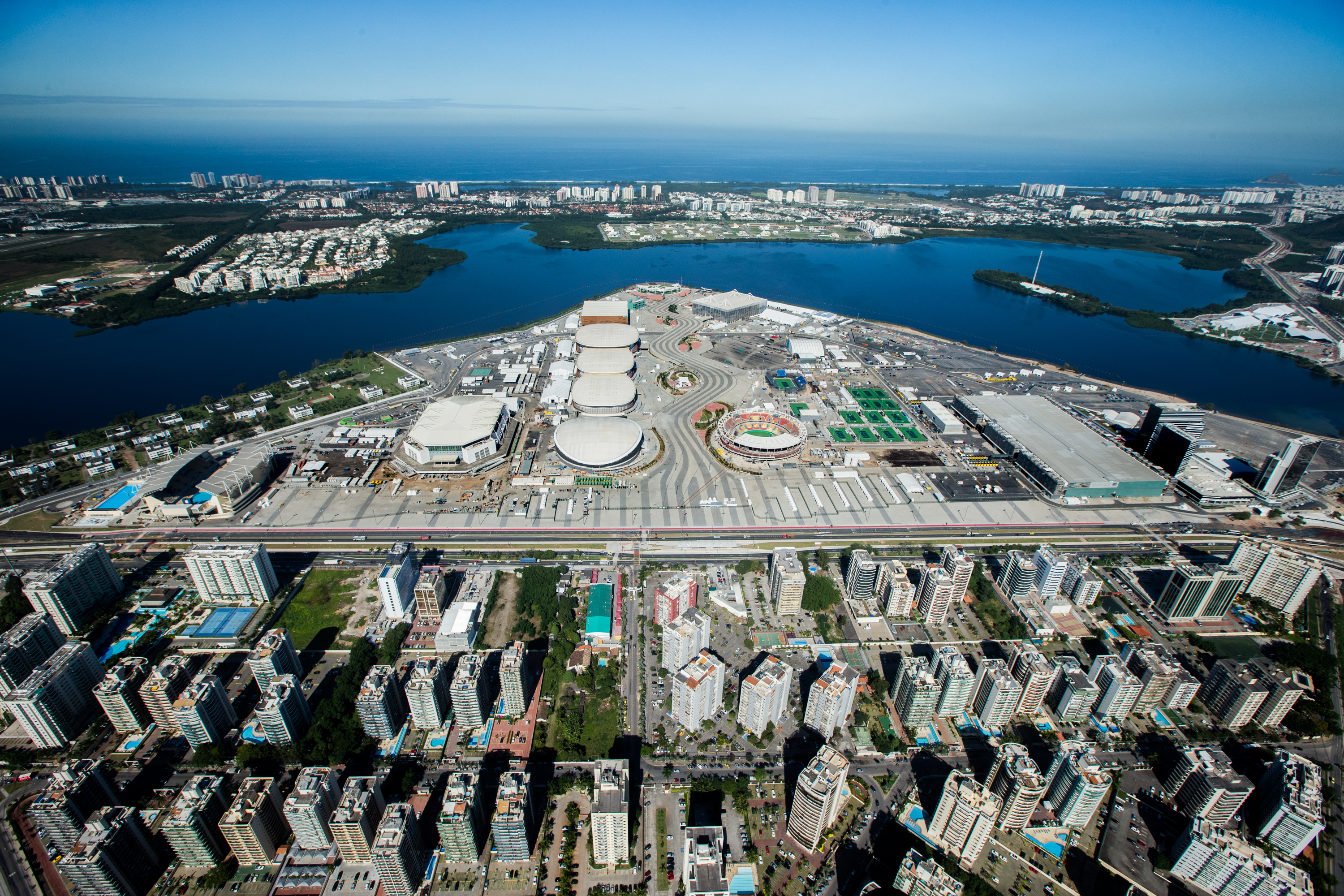
巴拉奧林匹克公園

巴拉奧林匹克公園（葡萄牙語：Parque Olímpico da Barr）是一個位於巴西里約熱內盧西區巴拉達蒂茹卡內含9座將使用於2016年夏季奧林匹克運動會和2016年夏季帕拉林匹克運動會的體育場館群體。9座場館中有7座是永久性建築。賽事結束後，卡里奧卡體育館3將成為一間體育學校，其它6個場館將轉變成奧運訓練中心的一部分。

## 場館
9個體育場館總容納人數為93250人：
- 卡里奧卡體育館1：籃球（容納人數：16,000）[3]
- 卡里奧卡體育館2：角力、柔道（容納人數：10,000）[4]
- 卡里奧卡體育館3：擊劍、跆拳道（容納人數: 10,000）[4]
- 未來體育館：手球（容納人數：12,000）[4]
- 瑪麗亞·蓮克水上運動中心：跳水、水上芭蕾、水球（容納人數：6,500）[4]
- 奧林匹克水上運動中心：游泳、水球（容納人數：12,000）[4]
- 奧林匹克網球中心：網球（容納人數: 19,750，超過10個球場）[4]
- 里約奧林匹克體育館：體操（容納人數：12,000）[4]
- 里約奧運自由車館：場地自由車（容納人數：5,000）[4]